# Charles-Étienne Chrétien
Charles-Étienne Chrétien (Amos, 19 giugno 1999) è un ex ciclista su strada canadese.

## Palmarès

### Strada
- 2017 (Juniores)

Campionati canadesi, Prova in linea Junior

## Piazzamenti

### Competizioni mondiali
- Campionati del mondo

Doha 2016 - In linea Junior: ritirato
Bergen 2017 - Cronometro Junior: 28º
Bergen 2017 - In linea Junior: 45º
Innsbruck 2018 - In linea Under-23: 84º
Glasgow 2023 - In linea Elite: ritirato

### Competizioni continentali
- Campionati panamericani

San Luis 2023 - In linea Elite: 3°